# Bae Yu-mi
Bae Yu-mi  (kor. 배유미; ur. 12 października 1984 r.) – należy do K-popowego zespołu M.I.L.K. Poza zespołem pracuje jako piosenkarka i aktorka.

## Praca indywidualna
- 2000 Wedding March - 신화 M/V
- 2004 Nokcha Vegimil
- 2004 The 밟아밟아 Musical
- 2005 New World - フタコイ オルタナティブ OST
- 2005 EBS Drama '겨울아이'
- 2006 EBS Drama '비밀의 교정'
- 2005 'Eight Broken Fingers'
- 2006 Backgroung vocals on 한대수's 12th album, 욕망.